# Gabby Pahinui
Charles Philip „Gabby“ oder „Pops“ Pahinui (* 22. April 1921 in Honolulu, Hawaii-Territorium; † 13. Oktober 1980) war ein hawaiischer Steel-Gitarrist und Meister der Slack-key-Technik (hawaiisch: kī hōʻalu).

## Biografie
Pahinui wuchs im Stadtteil Kakaʻako in Honolulu auf Oʻahu auf, bereits mit 17 Jahren heiratete er und hat insgesamt 10 Kinder, 4 Töchter und 6 Söhne, gezeugt. Seine erste Veröffentlichung war die Platte „Hiʻilawe“, die er 1946 aufnahm. Er arbeitete danach mit vielen bekannten Musikern seiner Zeit, wie Andy Cummings, Lena Machado und Ray Kinney, zusammen. Auf seine verschiedenen Aufnahmen des Liedes „Hiʻilawe“ bezogen viele andere Künstler ihre Interpretationen.
In den 1950er und 1960er Jahren war er ein Mitglied von Eddie Kamae's „Sons of Hawaiʻi“ und trat in der berühmten internationalen Radio Show „Hawaiʻi Calls“ auf. Ab 1972 entstanden 4 Alben, bei denen auch seine Kinder mitwirkten, die als „Gabby Pahinui Band“ bekannt wurden. Eine größere Bekanntheit erreichte Pahinui durch die Beteiligung des Gitarristen Ry Cooder auf den beiden Alben der Gabbi Pahinui Hawaiian Band und durch seine Mitwirkung bei zwei Songs des Ry-Cooder-Albums Chicken Skin Music (1974). Trotzdem blieb ihm der große internationale Durchbruch versagt.
Gabby Pahinui spielte eine wichtige Rolle in der Hawaiian Renaissance, die in den 1970er Jahren begann.
Gabby starb am 13. Oktober 1980 im Alter von 59 Jahren an den Folgen eines Herzinfarkts, auch bedingt durch eine jahrelange Alkoholabhängigkeit. Ihm widmete Israel Kamakawiwoʻole das Medley Somewhere over the Rainbow / What a Wonderful World.

## Diskografie
- 1972: Gabby
- 1973: Rabbit Island Music Festival
- 1975: Gabby Pahinui Hawaiian Band, Vol 1
- 1976: Gabby Pahinui Hawaiian Band, Vol 2
- 1976: Ry Cooder: Chicken Skin Music

## Alben seiner Kinder
- 1992: The Pahinui Bros. (Panini Records) mit David Lindley, Jim Keltner, Ry Cooder, Van Dyke Parks…
- 1998: Ka Hoʻoilina Mau von Cyril Pahinui (Tropical Music)
- 1998: Night Moon (Po Mahina) von Cyril Pahinui (Dancing Car Records)
- 1999: Four Hands Sweet and Hot von Cyril Pahinui und Bob Brozman

| Personendaten    | Personendaten                                            |
| ---------------- | -------------------------------------------------------- |
| NAME             | Pahinui, Gabby                                           |
| ALTERNATIVNAMEN  | Pahinui, Charles Philip (wirklicher Name); Pahinui, Pops |
| KURZBESCHREIBUNG | hawaiischer Steel- und Slack-key-Gitarrist               |
| GEBURTSDATUM     | 22. April 1921                                           |
| GEBURTSORT       | Honolulu, Hawaii-Territorium                             |
| STERBEDATUM      | 13. Oktober 1980                                         |